# Protokoll zu Nordirland

Souveräne Staaten auf der Insel Irland: Irland und ein Teil des Vereinigten Königreichs (Nordirland)

Das Protokoll zu Irland und Nordirland (englisch Protocol on Ireland and Northern Ireland) oder kurz Nordirland-Protokoll (englisch Northern Ireland Protocol) ist eine Vertragsklausel des Brexit-Austrittsabkommens zwischen dem Vereinigten Königreich und der Europäischen Union (EU). Das Protokoll trat am 1. Januar 2021 in Kraft. Es betrifft die innerirische Grenze zwischen der Republik Irland und dem zum Vereinigten Königreich gehörenden Landesteil Nordirland und soll insbesondere verhindern, dass an dieser stationäre Grenzkontrollen stattfinden. Hintergrund hierfür ist, dass seit dem Karfreitagsabkommen die Grenze zwischen Irland und Nordirland offen ist. Durch den Austritt des Vereinigten Königreichs aus der EU (inklusive Zollunion und Binnenmarkt) wären jedoch ohne eine entsprechende Vereinbarung wieder Warenkontrollen an der inneririschen Grenze notwendig geworden. Dies hätte den Nordirlandkonflikt neu entflammen können.
Der ursprüngliche Entwurf des Protokolls wurde im Rahmen der Verhandlungen über ein Austrittsabkommen auch Backstop genannt (englisch sinngemäß für „Auffanglösung“), da ursprünglich vorgesehen war, dass er nur als „Rückversicherung“ gelten soll, falls nach dem offiziellen Austritt aus der EU am 31. Januar 2020 bis zum Ende der Übergangsphase am 31. Dezember 2020 keine anderweitige, bessere Regelung vereinbart wurde. In jenem war noch vorgesehen, dass in diesem Fall das gesamte Vereinigte Königreich weiter an EU-Regulierung gebunden wäre, um verschiedene Rechtsregime in Großbritannien und Nordirland zu verhindern (eine Kernforderung der Unionisten, inklusive des damaligen Koalitionspartners DUP). Dies wurde allerdings von britischen Konservativen abgelehnt, da man sich hierdurch weiter an die EU „gefesselt“ sah.
Am 17. Oktober 2019 gaben EU-Kommissionspräsident Jean-Claude Juncker und der britische Premierminister Boris Johnson die Einigung auf ein verändertes Brexit-Abkommen bekannt, in welchem der Backstop in seiner ursprünglichen Form nicht mehr enthalten ist. Die neue Regelung gilt nun nur noch für Nordirland, welches faktisches Mitglied der Zollunion bleibt. Dies erfordert jedoch wiederum Zollkontrollen zwischen Nordirland und Großbritannien, dort sollen allerdings Ausnahmen für gewisse Güter gelten.
Irland ist vom Brexit wirtschaftlich und politisch besonders stark betroffen: 85 % der irischen Warenexporte laufen über die schnelle Transitstrecke (10,5 Stunden) Dublin–Wales/England–Frankreich ab, unter Ausnutzung der bisher zollfreien Häfen in Holyhead, Liverpool und Calais. Die Reederei DFDS kündigte deshalb im November 2020 an, ab Januar 2021 eine Frachtfährverbindung vom Hafen Dünkirchen in Frankreich nach Rosslare in Irland zur Umgehung des Vereinigten Königreichs nach dem Brexit einzurichten. Das Frachtaufkommen im Hafen Rosslare hat sich im Jahr 2022 durch die direkte Verbindungen nach Frankreich und Spanien verfünffacht.

## Zeitlicher Verlauf
- Am 29. März 2017 aktivierte die damalige britische Premierministerin Theresa May Artikel 50 des Vertrags über die Europäische Union. Artikel 50 gewährt eine zweijährige Verhandlungsdauer über die Austrittsbedingungen unter Berücksichtigung zukünftiger Beziehungen, es sei denn, beide Seiten einigen sich auf eine von den zwei Jahren abweichende Verhandlungsdauer.
- Im Falle eines Brexits ohne Zoll- und Handelsabkommen fielen das Vereinigte Königreich und die EU27 auf den Status zweier normaler Welthandelsorganisations(WTO)-Mitglieder zurück. WTO-Mitglieder dürfen sich untereinander nicht diskriminieren: Wenn z. B. die EU auf Autos aus den Vereinigten Staaten 5 % Zoll erheben würde, muss dieser Zollsatz für Autos aus allen Mitgliedstaaten der WTO gelten, die kein Zollabkommen mit der EU haben, also auch für Autos aus dem Vereinigten Königreich. Die EU27 und somit Irland wären verpflichtet, Zollkontrollen an den Grenzen durchzuführen. Nur spezifische Zollabkommen oder eine Zollunion mit einzelnen Staaten können dieses sogenannte Meistbegünstigungsprinzip der WTO außer Kraft setzen.[11]
- Die irische Regierung verlangte zunächst eine Zollunion mit Nordirland, wodurch eine Zollabfertigung auf der irischen Insel hinfällig würde.
- Der Unterhändler der Europäischen Union Michel Barnier klammerte die Ausarbeitung zukünftiger Beziehungen zunächst aus (Zwei-Phasen-Verhandlungsstrategie), so dass bis Januar 2021 kein in Folge des Brexits ausgehandelter Zollvertrag zwischen dem Vereinigten Königreich und der EU Anwendung fand. Die Republik Irland machte gleich zu Beginn der Zoll-Verhandlungen zwischen dem Vereinigten Königreich und der EU darauf aufmerksam, dass sie durch Zollgrenzen im Transitverkehr über England nach Frankreich unter allen EU-Staaten wirtschaftlich am stärksten betroffen sei.
- Theresa May und Michel Barnier schlugen vor, dass das gesamte Vereinigte Königreich in der Europäischen Zollunion verbleibt, bis eine „bessere Lösung“ existiert.

Doch so lange ein Staat in einer Zollunion ist, kann er selber keine internationalen Handelsabkommen eingehen. Die EU hätte in diesem Mechanismus ein Veto – sie könnte das Vereinigte Königreich endlos in der Zollunion halten oder sie könnte eines Tages eigenmächtig entscheiden, eine Zollgrenze zwischen Nordirland und Großbritannien einzurichten. Das Vereinigte Königreich hätte kein Mitspracherecht, wenn die EU internationale Handelsabkommen aushandelt; in dieser Situation befindet sich die Türkei, die in der Europäischen Zollunion ohne Mitspracherecht ist.
- Im November 2018 kündigte der französische Präsident Emmanuel Macron vor französischen Fischern an, er werde das Veto als Druckmittel einsetzen, um französischen Fischern den Zugang zur ausschließlichen Wirtschaftszone des Vereinigten Königreichs zu ermöglichen.[15]
- Das Unterhaus des Britischen Parlaments wies im Januar 2019 und im März 2019 die EU-Trennungsvereinbarung zurück, wofür nach offiziellen Statements die Ablehnung der Backstop-Klausel den Ausschlag gab.[16][17]
- Ein Brexit ohne Abkommen würde laut Michel Barnier die Einführung von EU-Zöllen und Warenkontrollen bedeuten,[18][19] die an der Grenze der Republik Irland zu Nordirland stattfinden würden. Angesichts dieses Umstands sprach der irische Regierungschef Leo Varadkar von der Notwendigkeit, Truppen an der Grenze zu stationieren.[20][21] So war im Januar 2019 ein Punkt erreicht, an dem nach Stand des Zollrechts nicht nur die Republik Irland, sondern auch das Vereinigte Königreich an dieser Grenze Warenkontrollen hätte durchführen müssen.
- Am 17. Oktober 2019 wurde ein verändertes Brexit-Abkommen vorgestellt, welches u. a. den Backstop nicht mehr enthielt. An dessen Stelle trat eine nur für Nordirland gültige Regelung, deren Geltung außerdem nach einer Übergangszeit von vier Jahren von der Zustimmung des nordirischen Parlaments abhängen soll. Das Abkommen wurde von den EU-Staaten akzeptiert, im Unterhaus fand bisher keine Abstimmung statt.
- Am 12. Oktober 2021 stellte der britische Brexit-Minister David Frost in einer viel beachteten Rede in Lissabon die gefundene Regelung grundsätzlich in Frage.[22]
- Im Mai 2022 kündigte die britische Außenministerin Liz Truss an, große Teile des Protokolls einseitig zu streichen.[23][24] Die Gespräche mit der Europäischen Union befänden sich in einer Sackgasse und das Protokoll würde eine für den Friedensprozess in Nordirland ungünstige Zollgrenze zur Republik Irland schaffen.
- Am 13. Juni 2022 legte die Regierung von Premierminister Boris Johnson einen Gesetzentwurf vor, der die Regelungen des Nordirland-Protokolls einseitig ändern soll. Nach der Europäischen Union kritisierte auch der irische Premierminister Micheál Martin den Entwurf. Er sprach von einem „fundamentalen Vertrauensbruch“.[25]
- Am 15. Juni 2022 leitete die EU-Kommission ein Vertragsverletzungsverfahren gegen das Vereinigte Königreich ein. Das Vorgehen Londons verstoße gegen internationales Recht und bedrohe den Frieden in Nordirland, erklärte Kommissions-Vizepräsident Maroš Šefčovič.[26]

- Am 27. Februar 2023 verständigten sich der britische Premierminister Rishi Sunak und die Präsidentin der EU-Kommission Ursula von der Leyen im Grundsatz auf das Windsor-Abkommen (englisch „Windsor Framework“). Das noch zu ratifizierende Rahmenabkommen soll das umstrittene Nordirland-Protokoll ablösen.[27][28][29]

## Idee und Funktionsweise des Backstops
Der nahende EU-Austritt des Vereinigten Königreichs (Brexit) stellte die Republik Irland (kurz: Irland) vor Herausforderungen aufgrund wirtschaftlicher Besonderheiten: Irlands Wirtschaftserfolg (EU-weit zweithöchstes Bruttosozialprodukt pro Person nach Luxemburg) beruht zum großen Teil auf seinem im EU-Vergleich niedrigen Unternehmenssteuersatz. In den Brexitverhandlungen setzte die irische Regierung auf einen Erhalt des Status quo, insbesondere bezüglich der inneririschen Grenze, mit dem Argument, so werde ein Bürgerkrieg in Nordirland vermieden.
Das zwischen London und Brüssel verhandelte Austrittsabkommen von November 2018 enthielt daher die sogenannte Backstop-Klausel, mit der Grenzkontrollen in jedem Fall verhindert werden sollten. Sie sah vor, dass – sollte am Ende der 21-monatigen Übergangsphase (transition period) nach dem britischen Austritt, der im November 2018 für den 29. März 2019 erwartet wurde, keine anderweitige zufriedenstellende Regelung getroffen werden können – folgende Regelungen übergangsweise in Kraft treten:
1. Das Vereinigte Königreich wendet weiterhin die in der Europäischen Zollunion geltenden Außenzölle und EU-Herkunftsregeln an, ohne aber selbst deren (stimmberechtigtes) Mitglied zu sein.
2. Zölle, Quoten oder Warenkontrollen zwischen der EU und dem Vereinigten Königreich sind ausgeschlossen – mit Ausnahme von Meeresprodukten.
3. Es gelten Vereinbarungen zu gleichen Wettbewerbsvoraussetzungen und fairem Handel.
4. Handelssanktionen und -präferenzen werden von beiden gemeinsam und gleichermaßen angewandt.[31]

Damit bliebe das gesamte Vereinigte Königreich effektiv weiterhin den Binnenmarkts- und Zoll-Regeln der Europäischen Union unterworfen, ohne aber (aufgrund der erloschenen Mitgliedschaft) ein Mitspracherecht in EU-Gremien zu haben. Hierdurch können Warenkontrollen an der inneririschen Grenze entfallen, da weiterhin auf beiden Seiten gleiche Regeln gelten. Dieser Zustand bliebe erhalten, bis andere Regelungen (etwa neue technische Möglichkeiten für die Warenkontrolle) einvernehmlich vereinbart werden konnten.
Michel Barnier schlug als „harmlosere Alternative“ vor, Grenzkontrollen in der irischen See einzuführen, sodass im Falle des Backstops nur Nordirland im EU-Binnenmarkt verbliebe. Allerdings hatte dies die nordirische unionistische Partei DUP, welche die Minderheitsregierungen von Theresa May und Boris Johnson stützte, verhindert, da sie keine Ungleichbehandlung oder gar Grenzziehung zwischen Nordirland und Großbritannien duldet. Trotzdem wurde diese Art des Backstops Bestandteil des neuen Brexit-Abkommens von Boris Johnson. Die DUP soll dabei jedoch die Möglichkeit eines faktischen Veto-Rechts bekommen, indem der Backstop vier Jahre nach dem Ende der Übergangsphase bis 2021 vom nordirischen Parlament aufgekündigt werden kann. Auch ein Festhalten am Backstop ist demnach theoretisch möglich.

### Begründung des Backstops
In den Brexitverhandlungen seit März 2017 forderte der Regierungschef der Republik Irland die „bedingungslose Beibehaltung einer unsichtbaren Grenze zwischen der Republik Irland und Nordirland“, die die bisherige grenzüberschreitende wirtschaftliche und politische Situation fortschreibt und garantiert. Der Verbleib des Vereinigten Königreichs in der Zollunion, den dieser Backstop garantieren würde, wird u. a. mit dem Karfreitagsabkommen begründet, verbunden mit der Warnung vor einem Bürgerkrieg. Tatsächlich erwähnt das unter dem Vorsitz des irisch-amerikanischen Politikers George J. Mitchell ausgehandelte Karfreitagsabkommen die Grenze oder Grenzkontrollen nicht, denn es handelt sich um ein Abkommen über politische Beziehungen zwischen London, Dublin und Belfast. Aus Sicht der Republik Irland ist eine andauernde Anbindung des Vereinigten Königreichs an die EU erstrebenswert, dies ergibt sich aus ihren engen Verflechtungen mit dem Vereinigten Königreich.

## Hintergründe

### Irland im Kontext der EU
Mit dem Vereinigten Königreich hat Irland wesentliche Verflechtungen.
- Beide gehören nicht dem Schengen-Raum an. Wie bisher könnte auch künftig auf Personengrenzkontrollen zwischen der Republik Irland und dem Vereinigten Königreich, auch im Falle eines „harten Brexits“, verzichtet werden, nicht hingegen auf Zollgrenzkontrollen.
- Seit 1923 besteht ein nichtbindendes Abkommen zur Common Travel Area (deutsch sinngemäß ‚Gemeinsames Gebiet für freie Bewegung‘), das Personenkontrollen für Reisende zwischen den beiden Ländern verwirft. In der Praxis führte Irland 1997 einseitig Personenkontrollen für Flug- und Schiffreisende aus dem Vereinigten Königreich ein.[36]
- Rund 85 % der irischen Warenexporte durchlaufen Häfen im Vereinigten Königreich.[37] Ohne Zollunion mit dem Vereinigten Königreich müssten irische Exporteure neue Transportwege finden, um Zollgrenzen zu umgehen, z. B. direkte Transportwege nach Cherbourg, Rotterdam oder Zeebrugge.[38]
- Etwa ein Viertel aller nach Irland importierten Waren stammt nach Angaben des Zentralen Statistikbüros der Republik Irland von Herstellern mit Sitz im Vereinigten Königreich,[39] hinzu kommen Importgüter aus Asien oder Amerika und aus Kontinentaleuropa, die per Schiff ins Vereinigte Königreich gebracht werden, zumeist nach England, anschließend auf dem Landweg nach Wales transportiert werden und dann wiederum per Schiff nach Irland gelangen.
- Die Fischerei aller Staaten der Europäischen Union landet etwa 6 Millionen Tonnen Fisch pro Jahr an,[40] von denen etwa 3 Millionen Tonnen aus der ausschließlichen Wirtschaftszone des Vereinigten Königreichs stammen. Der Verlust dieser Gewässer träfe die irische Fischerei besonders hart, denn in diesen erzielt sie ein Drittel ihres Fangs.[41]

Im Bezug auf die EU kommen Irlands wirtschaftsstrategische Interessen in niedrigen Unternehmenssteuersätzen zum Ausdruck. Sie bewogen viele amerikanische Konzerne mit EU-weiten Ambitionen (z. B. Apple, Google, Amazon) zur Registrierung in Irland. Da Steuerrecht ein nationales Recht ist, war Irland lange vor Maßregelung durch die Europäische Union gefeit, doch 2017 urteilte die EU-Kommission, dass es sich bei Irlands Steuersätzen um verbotene Staatsbeihilfen handelt. Das Vereinigte Königreich handhabt die Steuergesetzgebung ähnlich wie die Regierung der Republik Irland, v. a. die Einführung einer Digitalsteuer lehnen beide ab. Aus Sicht der irischen Regierung gefährdet der Brexit Irlands Wirtschaftserfolg doppelt: der Handel mit dem Vereinigten Königreich wird dem Land erschwert und sein wichtigster politischer Mitstreiter für liberale Steuergesetzgebung entfiele.
Der Brexit, selbst mit einem Austrittsabkommen, gefährdet unter den 27 Mitgliedstaaten der EU am meisten die Wirtschaft der Republik Irland. Die deutsche Bundeskanzlerin Angela Merkel kündigte im Juni 2018 vor dem Bundestag die Bereitstellung von Krediten für Irland nach einem Brexit an. Die Iren wünschen sich wegen der wirtschaftlichen Bedrängnis einen Verbleib des Vereinigten Königreichs in der Europäischen Zollunion, wie ihn die Backstop-Klausel im Austrittsabkommen zwischen dem Vereinigten Königreich und der Europäischen Union festlegt.

### Karfreitagsabkommen
Im Karfreitagsabkommen von 1998 wurde u. a. das Ziel einer baldestmöglichen Rückkehr zu normalen Sicherheitsmaßnahmen in Nordirland in folgendem Abschnitt geregelt:

“The British Government will make progress towards the objective of as early a return as possible to normal security arrangements in Northern Ireland, […] dealing with: […] (ii) the removal of security installations.”

„Die Britische Regierung wird daran arbeiten, das Ziel einer baldestmöglichen Rückkehr zu normalen Sicherheitsmaßnahmen in Nordirland zu erreichen, […] das betrifft: […] (ii) den Abbau von Sicherheitseinrichtungen.“

Nach dem EU-Austritt des Vereinigten Königreichs stellt Nordirlands Grenze zur Republik Irland die neue Außengrenze zur Europäischen Union dar. Im Falle von Zolldifferenzen an einer Außengrenze schreiben die EU- bzw. WTO-Regeln Warenkontrollen vor. Beide Länder sind nicht Mitglieder im Schengenraum, vereinbarten aber seit 1923 einen eigenen Raum der Freizügigkeit mit Hilfe der Common Travel Area. Somit sind Personen-Kontrollen nach einem Brexit grundsätzlich nicht notwendig. Allein technische Gründe könnten aber bei Warenkontrollen zum Aufbau neuer Grenzanlagen zwischen der Republik Irland und Nordirland führen. Beide Länder verwiesen in Stellungnahmen auf die erfolgreiche Beilegung des Nordirlandkonflikts bzw. befürchten in dem Fall ein Wiederaufflammen zwischen den beiden Insel-Teilen, das beide Länder unbedingt verhindern wollen.

## Häufige Fehlinformationen
Sowohl in englischsprachigen als auch in deutschsprachigen Medien kursierten zum Backstop gewisse Fehlinformationen:
- „Das Karfreitagsabkommen regelt Grenzfragen.“[48] Tatsächlich ist die Grenze im Karfreitagsabkommen nicht erwähnt.
- „Der Backstop soll den freien Personenverkehr garantieren.“ Tatsächlich soll der Backstop nur Warenkontrollen verhindern. Der freie Personenverkehr ist Gegenstand der Common Travel Area zwischen dem Vereinigten Königreich und der Republik Irland. Beide Staaten waren niemals Mitglieder des Schengen-Raums und führen deswegen Personenkontrollen bei Einreisen aus anderen EU-Staaten durch.

## Kontroverse um das britische Binnenmarktgesetz
Im September 2020 wurde im britischen Parlament ein Binnenmarktgesetz diskutiert und verabschiedet, mit der sich die Regierung unter Boris Johnson die rechtliche Möglichkeit eröffnete, das selbst verhandelte Nordirlandprotokoll zu umgehen, was einen Bruch internationalen Rechts dargestellt hätte und in der EU für viele Irritationen sorgte. Allerdings einigte sich die EU-Kommission kurz vor Jahresende mit der britischen Regierung auf ein umfassendes Handels- und Kooperationsabkommen.
Als 2021 die Kontrollen der Warenlieferungen aus Großbritannien nach Nordirland zu einem verzögerten Warenverkehr führten, erklärte die britische Regierung, sie werde einseitig einige Teile des Protokolls verzögern. Die EU kündigte deswegen rechtliche Schritte an. Die Democratic Unionist Party sprach sich gegen die Einhaltung des Protokolls aus und kritisierte, die EU sei in dieser Sache zu unflexibel.
Im Sommer 2022 wurde noch von der Regierung Johnson ein nationaler Gesetzentwurf im Unterhaus eingebracht, um das Protokoll zu ignorieren. Für Waren, die aus Großbritannien ausschließlich nach Nordirland überführt werden, soll ein „Green Channel“ eingerichtet werden, damit diese nicht weiter kontrolliert werden. Außerdem sollen britische Gerichte im Konfliktfall zuständig sein.
Das Protokoll wurde auch bisher nicht komplett umgesetzt, weil Großbritannien die meisten Warenkontrollen nie durchführte und die EU Vorschläge für eine großzügigere Anwendung machte.

## Rechtliche Bewertung
Am 30. Juni 2021 scheiterte ein von mehreren unionistischen Politikern, darunter Arlene Foster und David Trimble, angestrengtes Verfahren gegen das Protokoll vor dem obersten nordirischen Gericht in Belfast. Sie hatten argumentiert, die Regelung widerspräche sowohl dem Vereinigungsgesetz von 1800 als auch dem Karfreitagsabkommen. Der zuständige Richter hingegen vertrat die Auffassung, der zugrunde liegende Withdrawal Agreement Act hätte den Rang eines verfassungsändernden Gesetzes und würde dadurch automatisch ältere Bestimmungen außer Kraft setzen.